# Castel San Pietro Romano
Castel San Pietro Romano è un comune italiano di 849 abitanti della città metropolitana di Roma Capitale nel Lazio.
Dal 14 novembre 2017, Castel San Pietro Romano è stato inserito nel club de I borghi più belli d'Italia, inoltre nello stesso anno ha ricevuto da parte di Legambiente il premio "Comune Riciclone del Lazio". A partire dal 19 ottobre 2019, Castel San Pietro Romano è divenuto il Borgo Più Bello del Mediterraneo.
Il 12 ottobre 2018 il paese ha la sua prima cittadina onoraria, Gina Lollobrigida.

## Geografia fisica

### Territorio
Castel San Pietro sorge sulle estreme propaggini occidentali del monti Prenestini, in posizione dominante rispetto a Palestrina a 765 m s.l.m. I rilievi più importanti del territorio comunale sono quelli di Colle Perrazzo, 973 m s.l.m., La Montagnozza, 894 m s.l.m., e Colle Cervino, 874 m s.l.m.

### Clima
- Classificazione climatica: zona E, 2652 GR/G

## Storia
Secondo la tradizione su questi rilevi predicò l'apostolo Pietro, ma le sue origini sono da ricercare nel Medioevo, quando su queste alture si trasferirono abitanti di Palestrina, per trovare un luogo più facilmente difendibile.
Castel San Pietro fu testimone di alcuni fasi di quella che passò alla storia come la battaglia di Palestrina, combattuta nel 1848 dai soldati della Repubblica Romana guidati da Giuseppe Garibaldi, e quelli del Regno delle Due Sicilie.

### Simboli
Lo stemma raffigura, in campo di cielo, un castello d'oro, terrazzato di verde, aperto e finestrato di nero, torricellato di tre pezzi, la torre centrale cimata dall'aquila sormontata dalla corona all'antica d'oro, di tre pezzi visibili.
Il gonfalone è un drappo partito di azzurro e di giallo.

## Monumenti e luoghi d'interesse

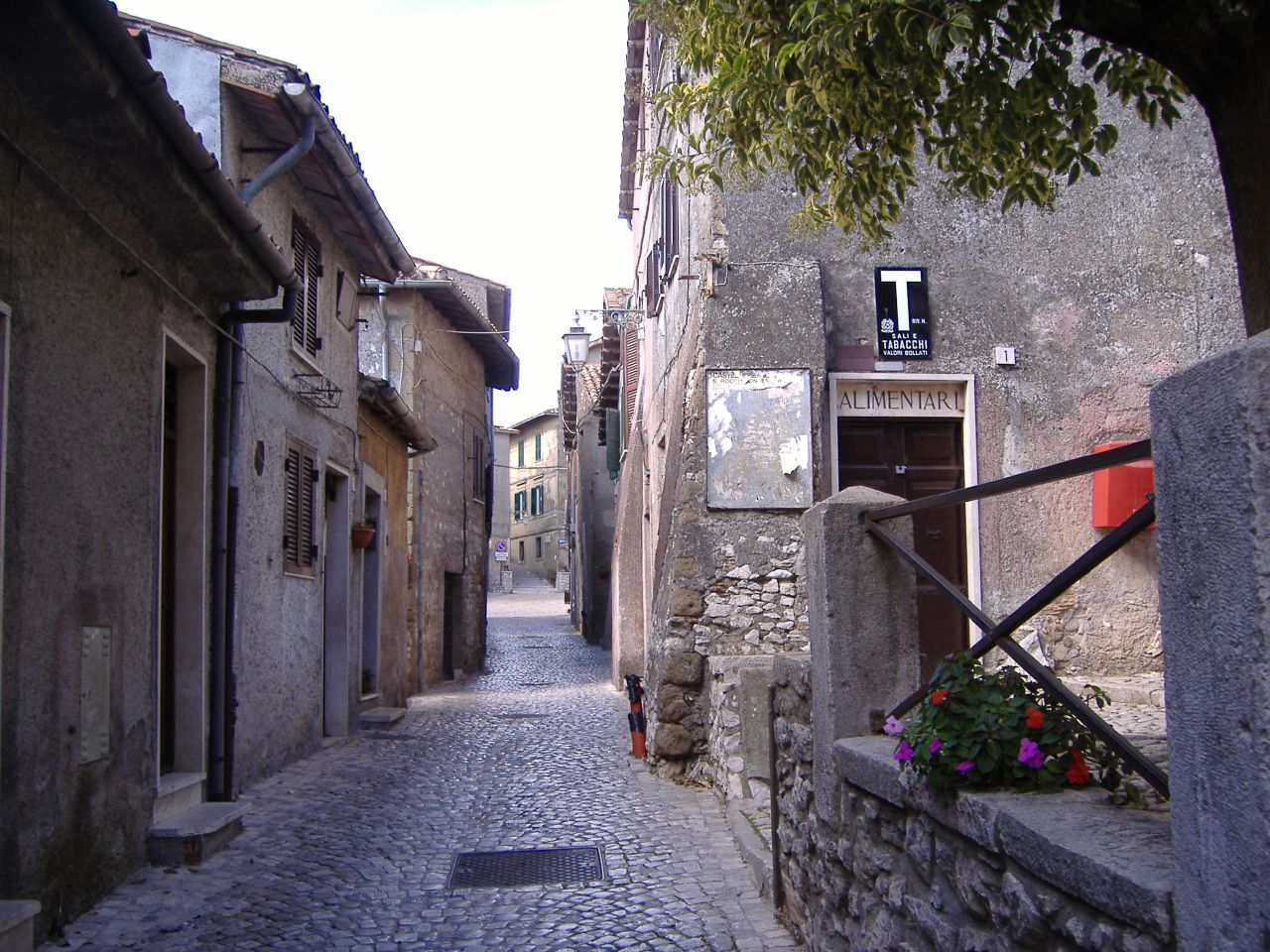
Via del paese.

Il centro storico, oltre a possedere piacevoli stradine e piazze caratteristiche, possiede diversi punti panoramici da cui è possibile osservare begli scorci della sottostante Valle del Sacco nonché le prime propaggini della città di Roma.

### Architetture religiose
- Chiesa di Santa Maria della Costa

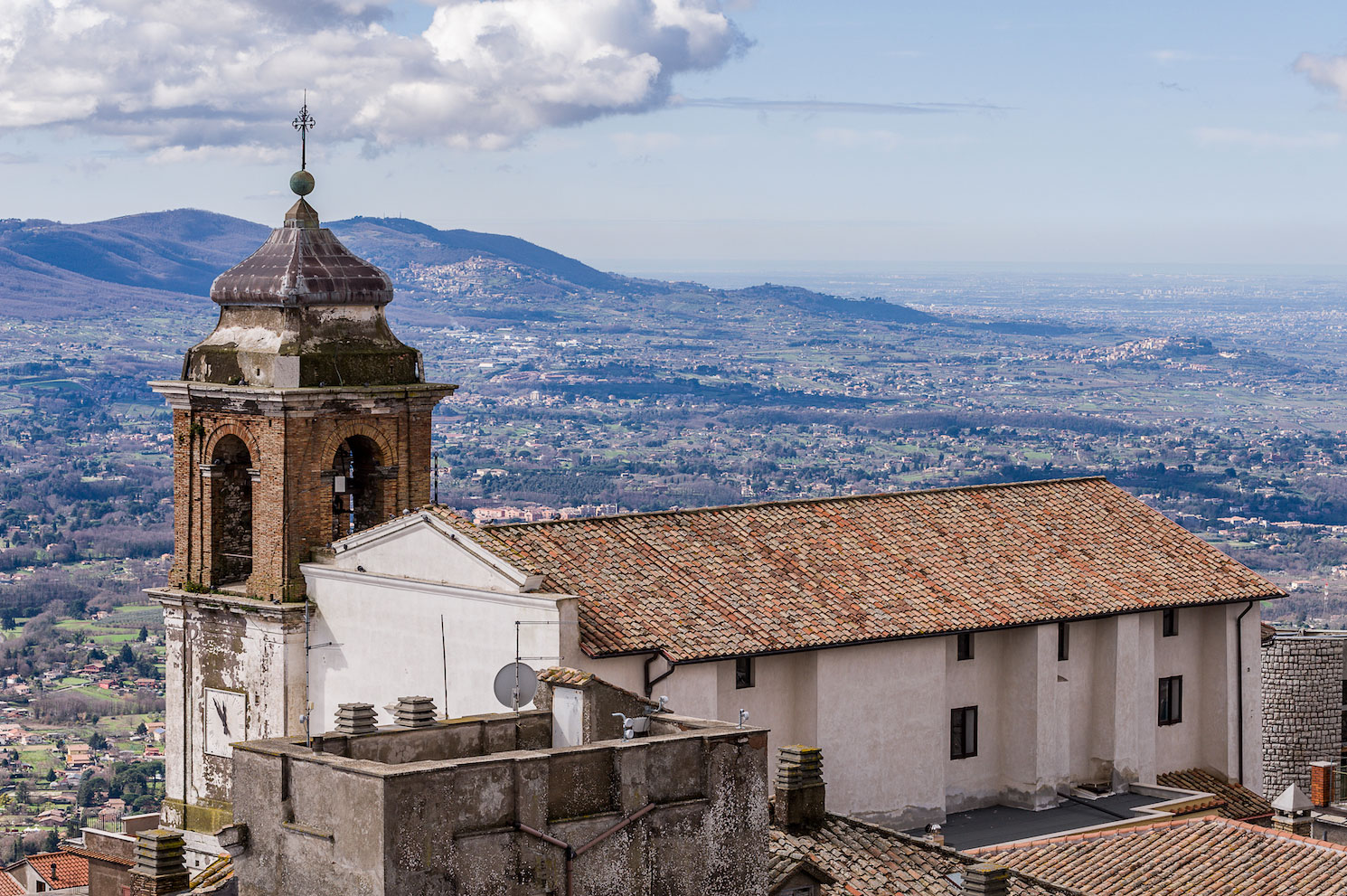
Chiesa di San Pietro.

La chiesa sorge sul luogo dell'eremo di Beata Margherita Colonna, vergine romana ritiratasi in povertà a Castel San Pietro Romano, fondando nella cittadina un piccolo monastero con annessa chiesa. La piccola chiesa di Santa Maria, realizzata nel 1700, sorge nello stesso punto in cui era il monastero, già in rovina all'epoca della costruzione dell'attuale edificio.
- Chiesa di San Pietro Apostolo

La chiesa, che domina la principale piazza cittadina, sorge sui resti di una precedente costruzione romana, distrutta nell'VIII secolo. In seguito ad un recupero duecentesco, e dopo un tentativo irrealizzato di restauro progettato da Pietro da Cortona, la struttura assunse la configurazione attuale nel 1732, anno in cui, per volontà di Clemente XII, fu ingrandita e ristrutturata su progetto di Nicola Michetti. In tale periodo furono realizzati il porticato esterno e la quasi totalità dell'apparato decorativo interno. Nella parete di sinistra sono conservate le spoglie di un martire cristiano, rinvenuto nel cimitero di S. Caledopio, a cui fu dato il nome di Clemente.
- Chiesa di Santa Maria del Montirolo

Piccola chiesa rurale, è posta all'incrocio tra le strade che collegano Castel San Pietro, Palestrina e Capranica Prenestina.
- Chiesetta dell'Addolorata

Piccola costruzione dei primi del novecento, in stile neogotico. Collocata all'inizio della strada che conduce alla città dalla sottostante Palestrina, conserva al suo interno una lapide posta da Orazio Marucchi, che riassume la storia di Castel San Pietro Romano.

### Architetture civili

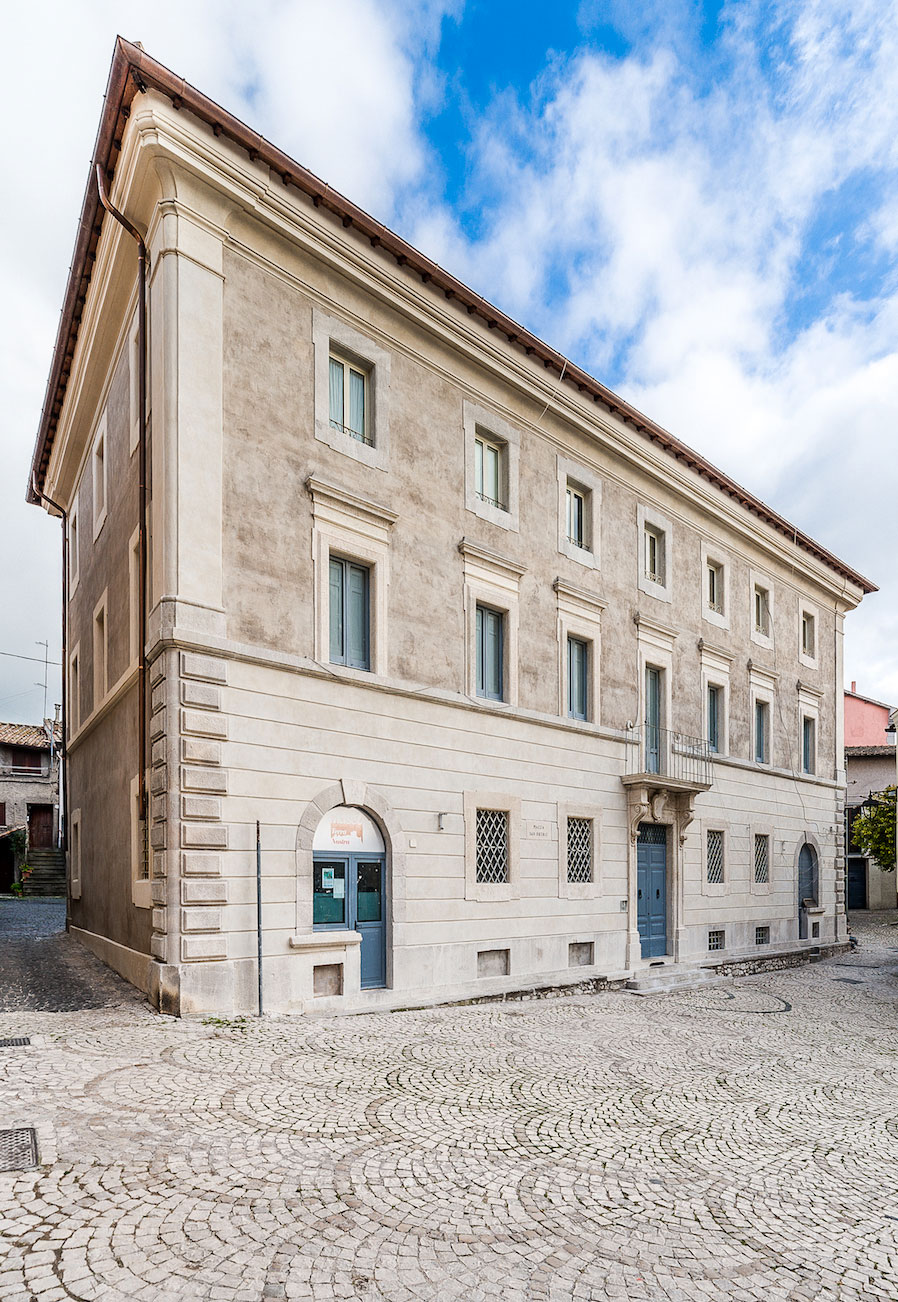
Palazzo Mocci.

- Palazzo Mocci

### Architetture militari
- Rocca dei Colonna

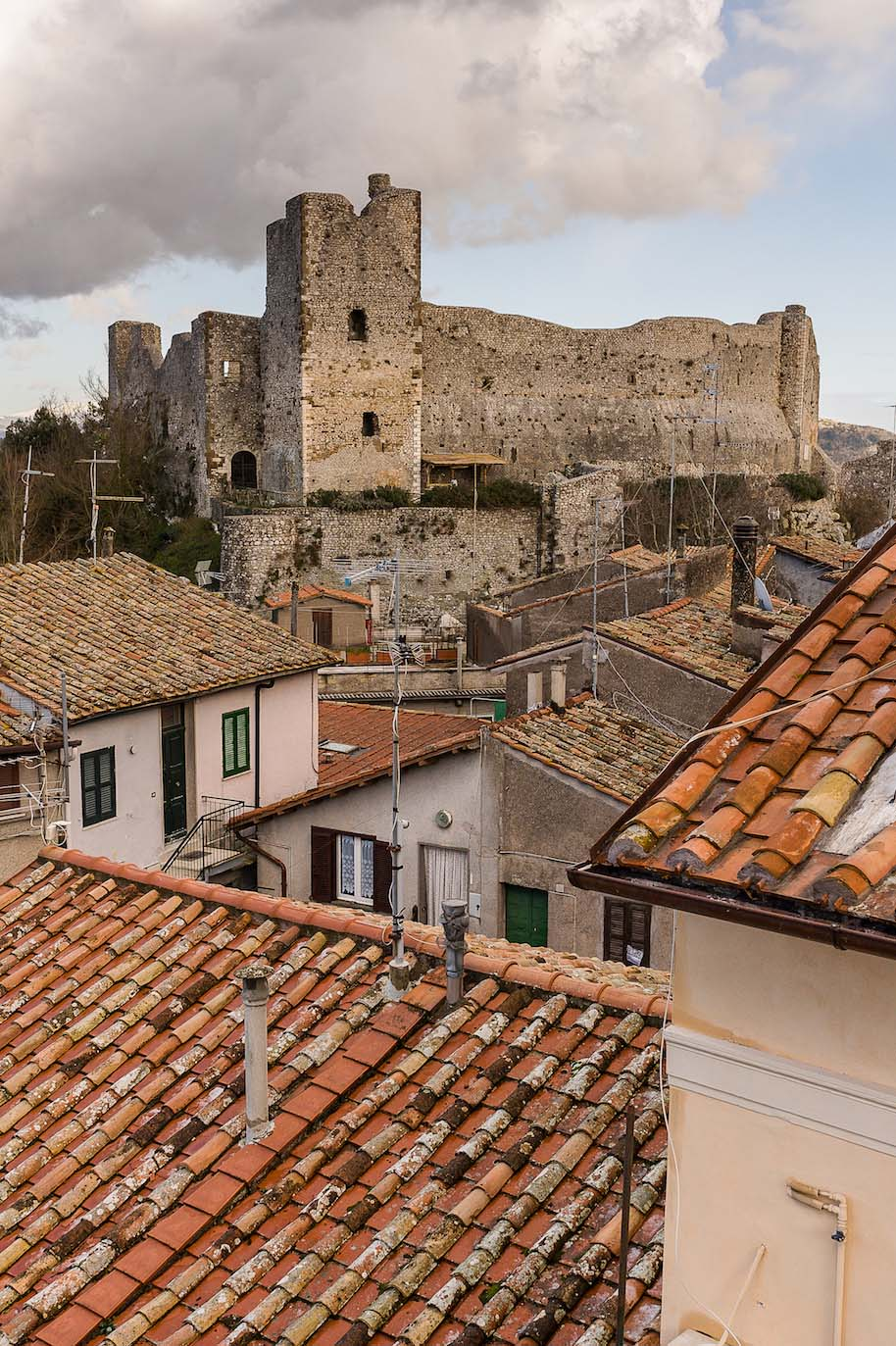
Resti della fortezza dei Colonna

La Rocca dei Colonna fu eretta nel punto più alto dell'acropoli nel 970 d.C. da Stefania dei Conti di Tuscolo sorella dell’allora pontefice Giovanni XIII. L’iniziale edificio, sin dall’ora noto come “Rocca di Preneste”,  era semplice ed essenziale: a pianta quadrata con torrioni angolari anch’essi a base quadrata, ospitava all’interno un torrione cilindrico a scopo carcerario. Intorno all’anno 1100 passò di proprietà a Pietro “de Columna”. Fino all’anno 1630 la Rocca rimase di dominio della famiglia Colonna, per passare poi alla famiglia Barberini.
Fu testimone delle lotte tra i Colonna e il Papato e vide imprigionati al suo interno alcuni personaggi famosi tra cui san Berardo vescovo dei Marsi, Jacopone da Todi che qui compose lo Stabat Mater e Corradino di Svevia, che vi fu rinchiuso nel 1268 prima di essere trasferito a Napoli per la decapitazione. nel corso dei secoli la rocca venne più volte distrutta. Nel 1436 papa Eugenio IV ordina ai Vitelleschi di cacciare i Colonna da Preneste, che infatti nel 1437 dovette subire l’ennesimo scempio armato. Soltanto nel 1448 Lorenzo Colonna pacificatosi con il papa Niccolò V, avrebbe beneficiato del consenso di ricostruire la città e parte delle fortificazioni. Nel 1482 la rocca fu ristrutturata e l’avvenimento è ricordato dall'iscrizione posta sulla torretta del ponticello, che recita: magnificus dominus Stephanus Columna readificavit civitatem cum monte et arte MCDLXXXII.
- Mura ciclopiche

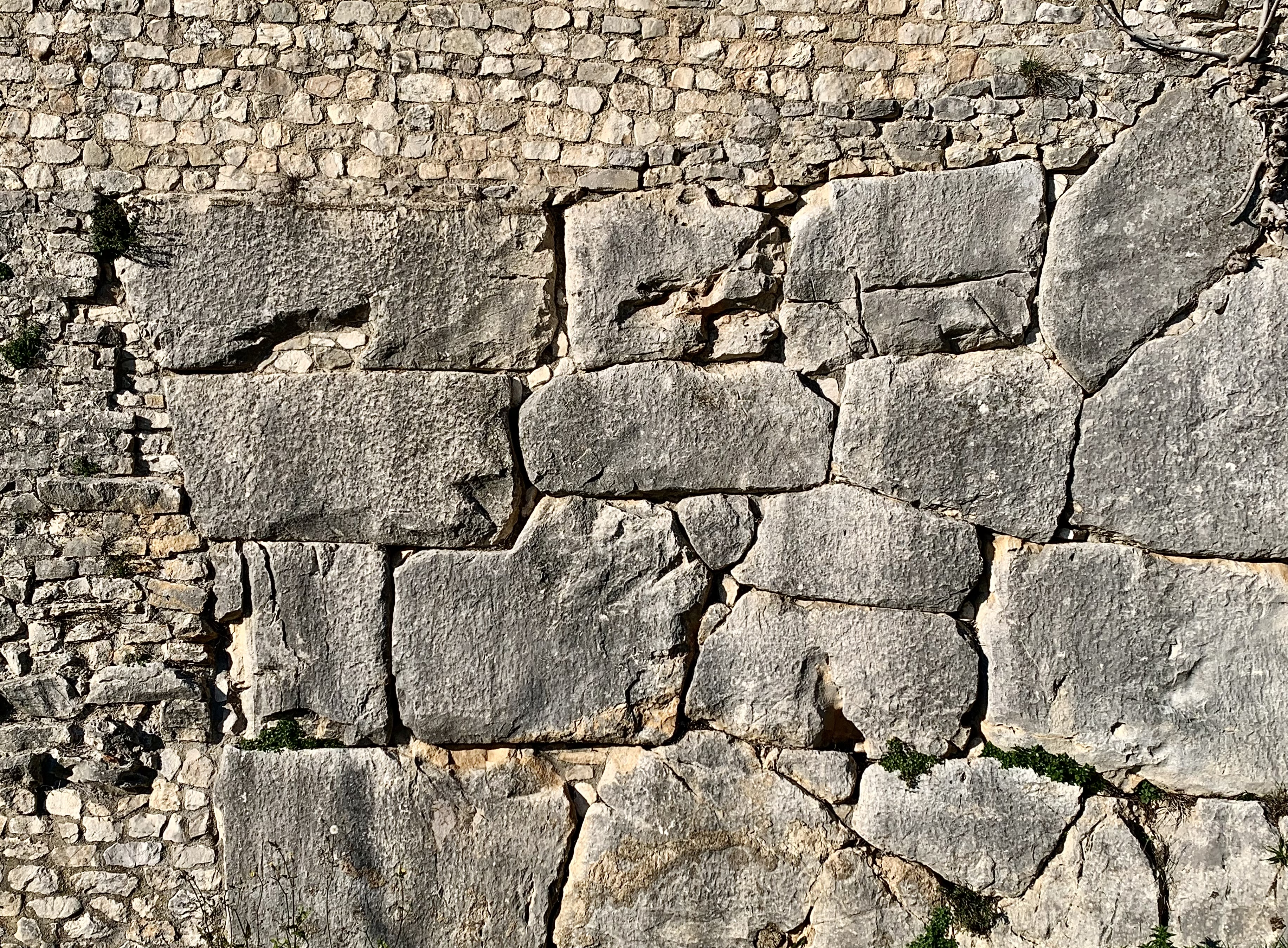
Tratto di Mura Ciclopiche adiacente alla Porta Scea

Altra caratteristica degna di nota di questo piccolo borgo arroccato sono le antichissime mura ciclopiche, di origine pre-romana, presenti in una parte del centro antico.
L'imponente fortificazione in opera poligonale circondava l'antica acropoli e scendeva lungo il declivio del monte fino alla sottostante città di Praeneste e al santuario della Fortuna Primigenia. 
Le mura poligonali, realizzate nella seconda maniera, sono state datate al VII secolo a.C.

### Aree naturali
- Monumento naturale Valle delle Cannuccete

## Società

### Evoluzione demografica
Abitanti censiti

## Cultura

### Cinema
- Nel 1953 venne girato il film Pane, amore e fantasia di Luigi Comencini, con Gina Lollobrigida, Vittorio De Sica e Marisa Merlini. Nella pellicola il paese è chiamato "Sagliena".
- In paese furono girati anche Pane, amore e gelosia, la scena iniziale di Pane, amore e..., La nonna Sabella, La nipote Sabella, Il federale, Liolà, È permesso Maresciallo? (Tuppe-tuppe marescià) e I due marescialli.
- Nel 1965 la piazza del paese compare in una breve scena del film Menage all'italiana di Franco Indovina con Ugo Tognazzi.
- Nel 1970 vi furono girate alcune scene di Le castagne sono buone di Pietro Germi.
- La piazza del paese, camuffato da villaggio alpino, compare nella sesto episodio dello sceneggiato televisivo Verdi di Renato Castellani del 1982 nel quale i personaggi interpretati da Ronald Pickup e Carla Fracci giungono per sposarsi.

## Infrastrutture e trasporti

### Strade
- SP 58a, che collega Castel San Pietro Romano a Palestrina e Capranica Prenestina.

## Amministrazione
Nel 1872 Castel San Pietro cambia denominazione in Castel San Pietro Romano.

### Sindaci
| Periodo        | Periodo        | Primo cittadino | Partito                          | Carica                    | Note |
| -------------- | -------------- | --------------- | -------------------------------- | ------------------------- | ---- |
| 23 aprile 1995 | 13 giugno 1999 | Mario Nardi     | centrodestra                     | Sindaco                   |      |
| 13 giugno 1999 | 12 giugno 2004 | Mario Nardi     | lista civica                     | Sindaco                   |      |
| 13 giugno 2004 | 8 aprile 2014  | Dario Fiasco    | lista civica                     | Sindaco                   |      |
| 8 aprile 2014  | 26 maggio 2014 | Gianni Capuzzi  | -                                | commissario straordinario |      |
| 26 maggio 2014 | in carica      | Gianpaolo Nardi | lista civica: Uniti per Crescere | Sindaco                   |      |

### Altre informazioni amministrative
- Fa parte della Comunità montana dei Monti Sabini, Tiburtini, Cornicolani e Prenestini